# Mogurnda
Mogurnda – rodzaj ryb z rodziny eleotrowatych.

## Klasyfikacja
Gatunki zaliczane do tego rodzaju:
| - Mogurnda adspersa - Mogurnda aiwasoensis - Mogurnda aurifodinae - Mogurnda cingulata - Mogurnda clivicola - Mogurnda furva - Mogurnda kaifayama - Mogurnda kutubuensis - Mogurnda larapintae - Mogurnda lineata - Mogurnda maccuneae - Mogurnda magna - Mogurnda malsmithi | - Mogurnda mbuta - Mogurnda mogurnda - Mogurnda mosa - Mogurnda nesolepis - Mogurnda oligolepis - Mogurnda orientalis - Mogurnda pardalis - Mogurnda pulchra - Mogurnda spilota - Mogurnda thermophila - Mogurnda variegata - Mogurnda vitta - Mogurnda wapoga |